# 피더센 요온
피더센 요온(일본어: ピーダーセン 世穏, 1997년 12월 12일~)는 일본의 축구 선수이다.

## 구단 경력
그는 2020년 J3리그의 YSCC 요코하마에 입단했다. 2024년까지 91경기에 출전하여, 8득점을 넣었다. 2025년 반라우레 하치노헤로 이적했다.